# Condado de Amador
El condado de Amador (en inglés, Amador County) es uno de los 58 condados del Estado estadounidense de California. La sede del condado y mayor ciudad es Jackson. El condado posee un área de 1566 km², una población de 35 100 habitantes, y una densidad de población de 23 hab/km² (según censo nacional de 2000). Este condado fue fundado en 1854.
Se llamó así en memoria del californio José María Amador (ca. 1790 - ca. 1870), hermano de Sinforosa Amador.

## Geografía
Según la Oficina del Censo, el condado tiene un área total de 1566,9 km² (605 sq mi), de la cual 1535,9 km² (593 sq mi) es tierra y 31.1 km² (12 sq mi) (1.94%) es agua.

### Condados adyacentes
- Condado de El Dorado (norte)
- Condado de Alpine (este)
- Condado de Calaveras (sur)
- Condado de San Joaquín (suroeste)
- Condado de Sacramento (oeste)

### Localidades

#### Ciudades
Amador City |
Ione |
Jackson |
Plymouth |
Sutter Creek |
Volcano 

#### Lugares designados por el censo
Buckhorn |
Camanche North Shore |
Camanche Village |
Pine Grove |
Pioneer |
Red Corral |
River Pines

#### Áreas no incorporadas
Allen |
Barton |
Bonnefoy |
Buckhorn |
Buena Vista |
Bunker Hill |
Carbondale |
Clarsona |
Clinton |
Dagon |
Drytown |
Edwin |
Electra |
Enterprise |
Fiddletown |
Firebrick |
Kit Carson |
Martell |
New Chicago |
Pine Acres |
Plasse |
Ranch House Estates |
Scottsville |
Sunnybrook |
Sutter Hill 

#### Despoblados
Central House

## Demografía
Según la Oficina del Censo, en 2000 , había 35 100 personas, 12 759 hogares, y 9071 familias que residían en el condado. La densidad de población era de 59 personas por milla cuadrada (23/km²). Había 15 035 viviendas en una densidad media de 25 por milla cuadrada (10/km²). La composición racial del condado era de 85.79% blancos, el 3.87% negros o afroamericanos, el 1.78% amerindios, el 1.00% asiáticos, 0.10% isleños del Pacífico, el 5.04% de otras razas, y el 2.41% de dos o más razas. El 8.91% de la población eran hispanos o latinos de cualquier raza. El 14.9% de la población tenía ascendencia alemana, el 12.6% inglesa, el 11.7% irlandesa, el 8.8% italiana y el 7.3% americana. El 93.1% de la población habla inglés, y el 5.1 español como primera lengua.
En 2000 había 12 759 hogares de los cuales 22.6% tenían niños bajo la edad de 18 que vivían con ellos, el 58.9% eran parejas casadas viviendo juntas, el 8.7% tenían a una mujer divorciada como la cabeza de la familia y el 28.9% no eran familias. El 23.9% de todas las viviendas estaban compuestas por individuos y el 11.3% tenían a alguna persona anciana de 65 años de edad o más. El tamaño del hogar promedio era de 2.39 y el tamaño promedio de una familia era de 2.81.
En el condado la composición por edad era del 20.6% menores de 18 años, el 6.9% tenía entre 18 a 24 años, el 26.2% de 25 a 44, el 28.3% entre 45 a 64, y el 18.0% tenía más de 65 años de edad o más. La edad promedia era 43 años. Por cada 100 mujeres había 122.5 varones. Por cada 100 mujeres mayores de 18 años había 123.4 varones.
El ingreso promedio en 2000 para una vivienda en el condado era de $42 280, y la renta media para una familia era $51 226. Los varones tenían una renta media de $39 697 contra $28 850 para las mujeres. El ingreso per cápita del condado era de $22 412. Alrededor del 6.1% de las familias y el 9.2% de la población estaban por debajo del umbral de pobreza, el 13.1% eran menores de 18 años de edad y el 5.40% eran mayores de 65 años.

## Transporte

### Principales autopistas
- Ruta Estatal de California 16
- Ruta Estatal de California 26
- Ruta Estatal de California 49
- Ruta Estatal de California 88
- Ruta Estatal de California 104
- Ruta Estatal de California 124